# Antonio Da Passano
Antonio Da Passano (Génova, 1599 – Génova, 1681) foi o 123º Doge da República de Génova e rei da Córsega.

## Biografia
Da Passano foi eleito Doge da República com a eleição de 11 de julho de 1675 e o seu mandato foi o septuagésimo oitavo numa sucessão de dois anos e o centésimo vigésimo terceiro na história republicana. Como Doge, ele também foi investido no cargo bienal de rei da Córsega. As suas intervenções incluem um confronto institucional entre a sua pessoa e os supremos sindicatos para o envio de algumas galés, sem sua autorização, para a caça a um navio turco que ameaçava a costa da Ligúria.